# الغزل اليدوي

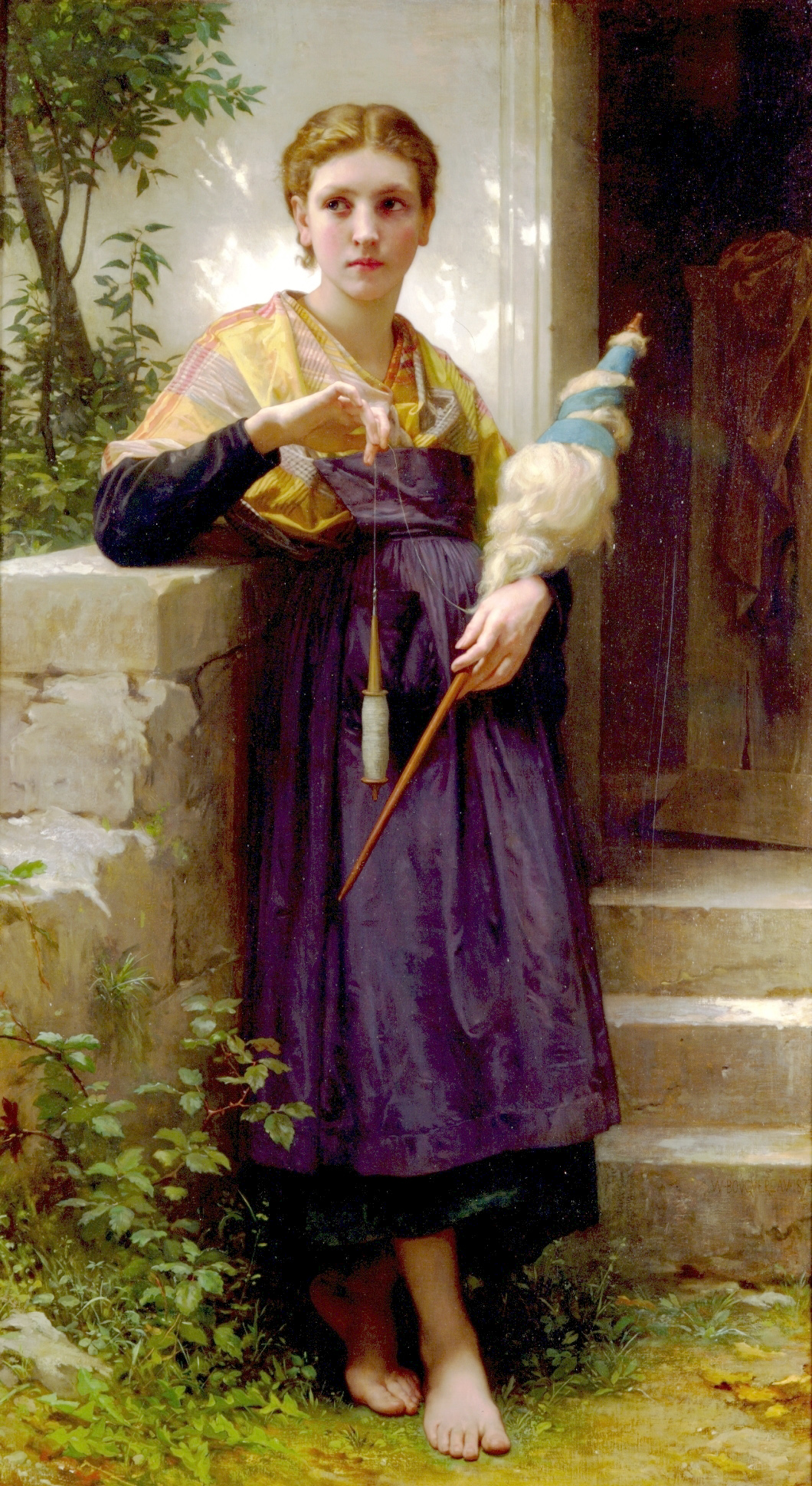
لوحة الغزَّال (The Spinner) لـويليام بوغيرو تبدو فيها امرأة تغزل يدويًا باستخدام المِغْزَل. وتظهر الألياف التي سيتم نسجها مشدودةً على فلكة المغزل التي تحملها في يدها اليسرى.

الغَزْل هو فن نسيج قديم يتم فيه جدل نبات، أو حيوان، أو ألياف صناعية مع بعضها البعض لتُكوِّن خيطًا. وقد استمر غزل النسيج باستخدام الأدوات البسيطة لآلاف السنين، مثل استخدام: المِغْزَل، وفلكة المغزل (العرناس). ولم يتمكن عجلة المغزل من زيادة إنتاج الغزّالين الفرديين إلا في العصور الوسطى المتوسطة، كما لم يزدد الإنتاج الكلي إلا في القرن الثامن عشر، مع بدايات الثورة الصناعية. ويظل الغَزْل اليدوي حرفة يدوية رائجة.
تختلف صفات الخيط المنسوج وفقًا للمادة المُستخدَمة، وطول النسيج واستقامته، وكَمّه، ودرجة الانفتال.

## التاريخ

### الغزل اليدوي

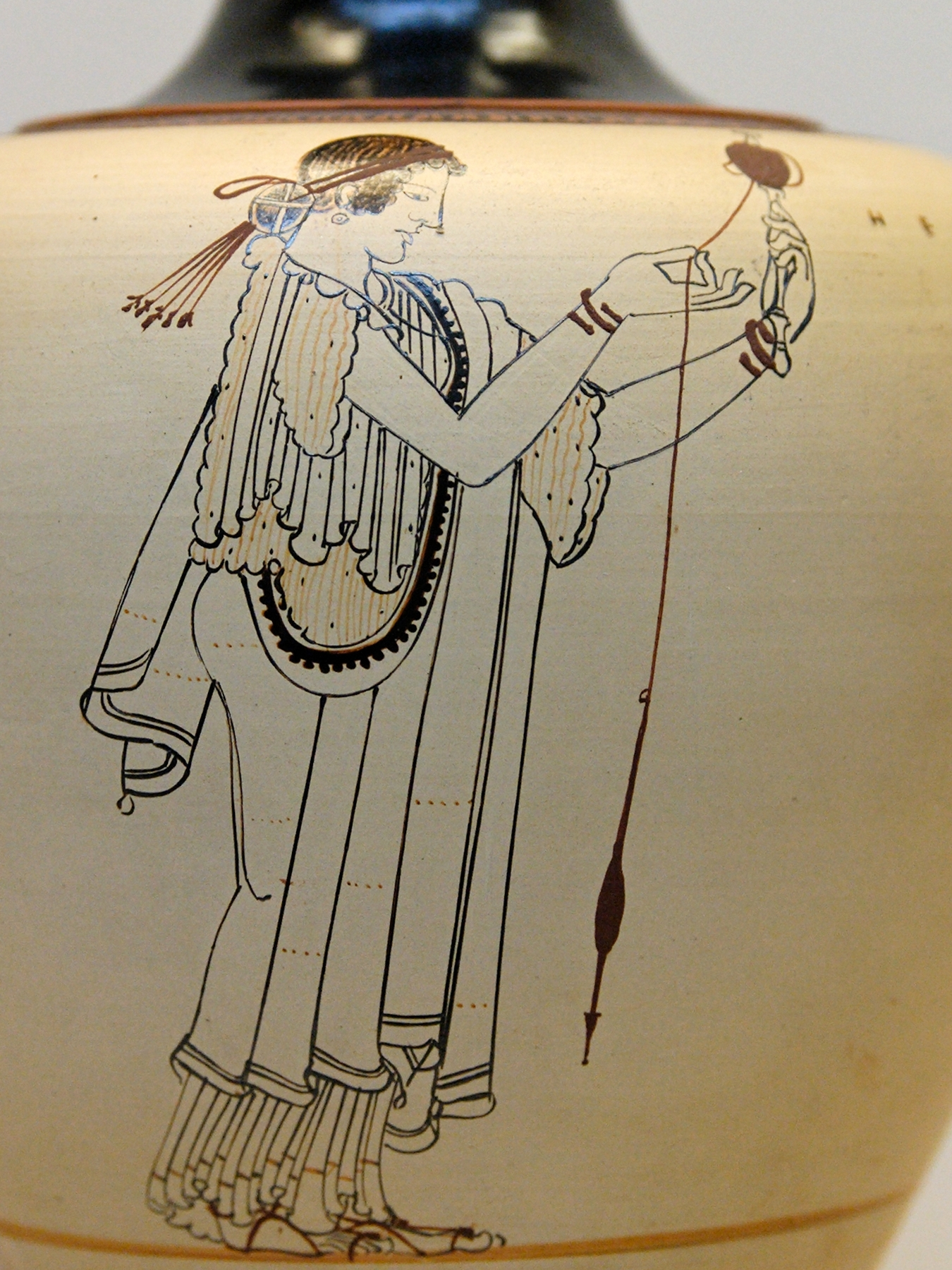
عمل المرأة بالغزل. تفصيل يوناني قديم من الأواني الفخارية البيضاء إناء خمر، 490 قبل الميلاد، من لوكري، إيطاليا. المتحف البريطاني، لندن.

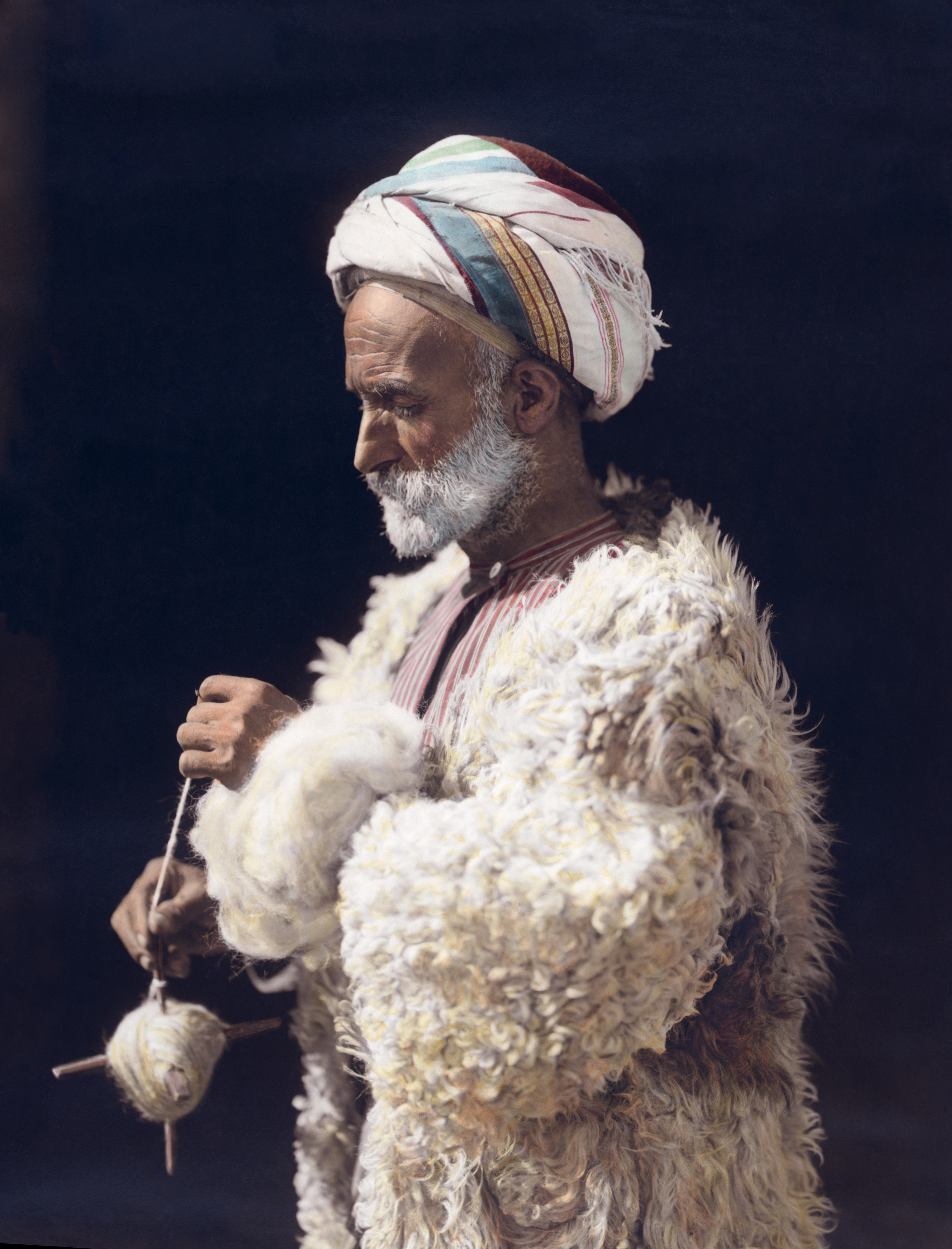
رجل من رام الله يغزل الصوف. صورة ملونة يدويًا منذ عام 1919، مرممة.

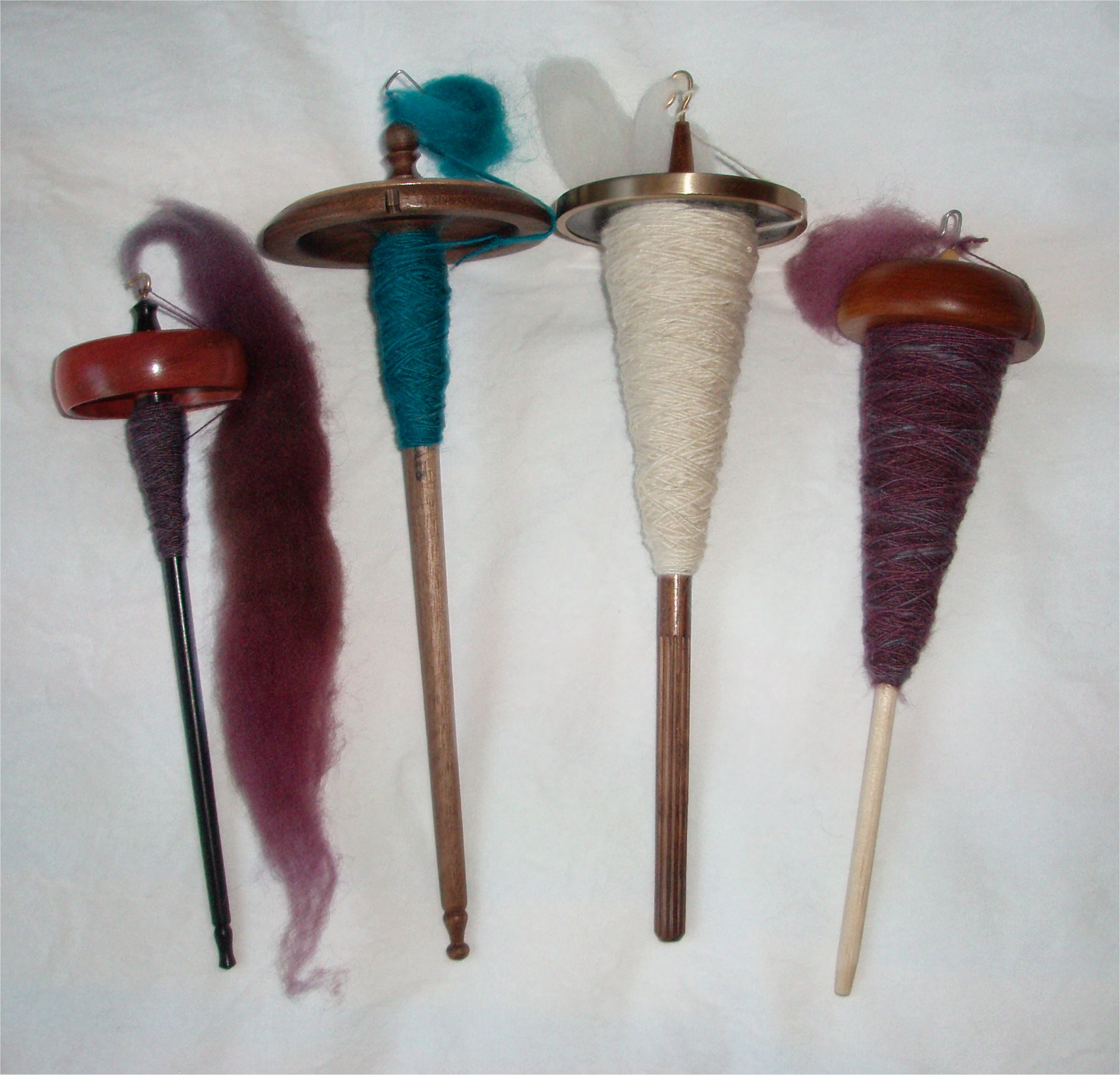
نماذج حديثة لخشبة المِغْزَل ذات فلكة مِغْزَل علوية

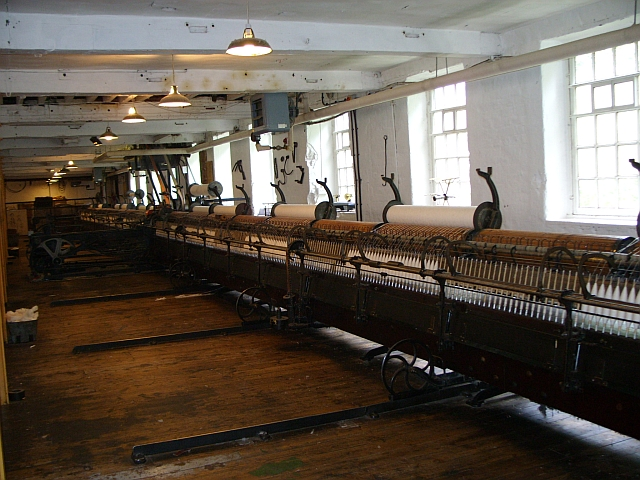
ماكينة غزل قوية في Quarry Bank Mill، بالمملكة المتحدة

تُعتبر أصول غزل النسيج لصُنع الحبال أو الخيوط غير معروفة في التاريخ، ولكن يوجد دليل أثري متمثلاً في صورة نموذج لـ تنورة من الخيط يرجع تاريخها إلى العصر الحجري القديم العلوي منذ 20000 عام مضت. وكان يتم برم خصل من شعر الحيوانات ،أو من ألياف النباتات على الفخذ يدويًا في أكثر أنواع الغزل بدائية، كما تتم إضافة المزيد من الخصل على حسب الحاجة حتى يتم الوصول إلى الطول المطلوب للنسيج المغزول. بعد ذلك، يتم ربط النسيج في حجر وتدويره حوله حتى ينفتل بنجاح، وهكذا تتكرر العملية مراتٍ ومرات.
أما الخطوة التالية فتتم باستخدام المغزل، وهي عبارة عن عصا مستقيمة يبلغ طولها من ثمانِ إلى اثنتي عشرة بوصة، يتم لف الخيط عليها بعد برمه. في البداية، كان يوجد شق أو ثقب أعلى العصا ليتم تثبيت الخيط عليه. ولكن، تم لاحقًا إضافة صنارة من العاج إلى الطَرَف العلوي. يتم الإمساك بحزمة الصوف أو الألياف النباتية في اليد اليسرى. وفي اليد اليمنى، يتم سحب النسيج لعدة بوصات ويُثبت الطرف جيدًا في الثقب أو الصنارة الموجودة في أعلى المِغْزَل. ويتم تحريك المِغْزَل ببطء على الفخذ أو على أي جزء ملائم من الجسم، ثم يتم لف الخيط المبروم على الجزء العلوي من الِمغْزَل، ويتم سحب حزمة أخرى من النسيج، ولف المِغْزَل مرة ثانية، ثم لف الخيط على المِغْزَل، وهكذا.
واستُخدِم العرناس (فلكة المِغْزَل) لحمل حزمة الصوف، الكتان، أو أية أنسجةٍ أخرى. حيث كانت عبارة عن عصا قصيرة ،يتم لف المادة الخام عليها على نحو غير مُحكَم. أما الطرف الآخر من فَلكةِ المغزل، فيتم حمله في اليد، تحت الذراع، أو يتم دفعه في حزام الغزّال. وبهذه الطريقة، تتبقى يد واحدة حرة لسحب النسيج.
يدور المِغْزَل الذي يحتوي على كمية من الخيط بشكل أسهل وأكثر ثباتًا، ويستمر في الغزل مدة أطول من المِغْزَل الفارغ، ومن ثَمَّ، تتمثل الخطوة التالية والأكثر تقدمًا في إضافة حمولة إلى أسفل المِغْزَل تُسمى بـفلكة المغزل. تلك الفلكات عبارة عن أسطوانات من الخشب،أو حجر، أو الطمي، أو المعدن، بها ثقب يوجد في وسط المِغْزَل، حيث يجعل المِغْزَل مستقيمًا ويدعم دورانه. وقد ظهرت فلكات المِغْزَل في العصر الحجري الحديث. وهي تسمح للغزّال بأن يُخفض ،أو يُسقط المِغْزَل ببطء أثناء تدويره، مما يتيح نسج كمية أكبر من الخيط قبل لفه على المِغْزَل، ومن ثم، جاء اسم "مخفض المِغْزَل"، الذي يشيع استخدامه حاليًا للإشارة إلى المِغْزَل اليدوي الذي يحتوي على فلكة.
في العصور الوسطى، كانت الأسر الفقيرة بحاجة إلى توفير الخيط لكي يقوموا بصنع الأقمشة والملابس التي تنشغل جميع البنات والسيدات غير المتزوجات بغزلها، ومن هنا اقترن لفظ الغزالة (العانس) بالمرأة غير المتزوجة. لقد جعلت التحسينات التالية المرتبطة بـعجلة الغزل،ومن بعدها الوسائل الميكانيكية، الغزل اليدوي غير اقتصادي بشكل كبير، ولكنه ظل منتشرًا بشكل كبير في البلاد الفقيرة مع نهايات القرن العشرين: ومع الرفض المتعمد للتصنيع العالمي، كانغانديمؤيدًا بارزًا.
تُعد العجلة الكبيرة (تُسمى أيضًا بعجلة الصوف، أو العجلة العالية، أو عجلة المشي) مفيدة عند تطبيق نظام نظام السحب الطويل في لف الصوف أو القطن، نظرًا لأن النسبة الكبيرة بين العجلة الضخمة والفلكة (البكرة) تسمح للغزّال بلف البكرة أسرع مما يزيد الإنتاج بشكلٍ ملحوظ.
أما العجلة الساكسونية (Saxony wheel) (وتُسمى أيضًا بعجلة الكتان)، أو العجلة العمودية (تُسمى كذلك بكاسل وييل (castle wheel))، فيمكن استخدامها للف الصوف أو القطن، ولكنها شديدة القيمة عند استخدامها للف الكتان. تميل أطراف الأنسجة الكتانية للخروج من الخيط إذا لم يتم بلها أثناء اللف. لذلك، يحتفظ الغزّال بإناء مياه في متناول يديه عند غزل الكتان، ومع استخدام هذه الأنواع من العجل، تكون كلتا اليدان حرة (نظرًا لأنه يتم تشغيل العجلة باستخدام المدوَس، وليس باليد)، وبذلك يمكن للغزّال أن يستخدم يدًا واحدةً فقط لسحب النسيج، والأخرى لبلها.

### الغزل الصناعي
يُعد الغزل الحديث أسرع بكثير من الغزل اليدوي، وكان يتم تدويره في الأصل عن طريق المياه أو قوة البخار، أما الآن، فيتم استخدام الكهرباء.
لقد أدى استخدام المغزلة، وهي عجلة غزل متعددة البكر، تم اختراعها عام 1746 تقريبًا على يد جيمس هارجريفز (James Hargreaves)، إلى تقليل الجهد المبذول لإنتاج خيوط متناسقة بشكلٍ كبير، حيث يصبح بإمكان عاملٍ واحد أن يقوم بتشغيل ثمانِ بكرات أو أكثر في الوقت ذاته. وفي نفس الفترة تقريبًا، قام ريتشارد آركرايت (Richard Arkwright) وفريقٌ من الحرفيين باختراع إطار الغزل، الذي أنتج خيطًا أقوى من ذلك الذي تنتجه المغزلة. وقد تحول إطار الغزل الذي يتم تشغيله باستخدام الناعورة إلى إطار الغزل المائي، نظرًا لأنه ضخم جدًا بالنسبة إلى تشغيله يدويًا.
في عام 1779، قام صاموئيل كرومبتون (Samuel Crompton) بجمع مكونات المغزلة وإطار الغزل المائي معًا لعمل مغزل آلي. وأنتج ذلك خيطًا أقوى، كما أنه أنسب للميكنة على نطاقٍ كبير. ويُعد الغزل الحلقي من بين التطورات اللاحقة، منذ عام 29/1828.
وفي القرن العشرين، تم اختراع تقنيات جديدة تتضمن الغزل المفتوح أو الغزل الدوار لإنتاج الخيوط بمعدلات تزيد عن أربعين مترًا في الثانية.

## خصائص الخيط المغزول

### الخامات
يمكن أن يتم نسج الخيوط، حيث تُنسَج بالفعل، من خاماتٍ عديدة، بما في ذلك الألياف الطبيعية، مثل: حيوان، ونبات ،والأليافالمعدنية، والألياف الصناعية.في البداية، كان يتم تصنيعها على الأرجح من الألياف النباتية، ولكن سرعان ما تلتها الألياف الحيوانية.

### الفتل والثني

خيوط مجدولة على شكل S وZ

يُسمى الاتجاه الذي يتم لف الخيط فيه بـالجديلة. وتأخذ الخيوط شكل S أو Z وفقًا لاتجاه الجدل (انظر الشكل). وتُقاس درجة ضيق الجديلة بـ (عدد الجدائل أو الثنيات في كل بوصة) TPI.
يمكن أن يتم جدل أو ثني خيطين مغزولين معًا لعمل خيط أكثر سمكًا. وبشكلٍ عام، يتم غزل الثنايا اليدوية المفردة على شكل Z ، ويتم الثني على شكل S. ويختلف الاختيار الثقافي في بعض المناطق، ولكنها مشتركة بشكلٍ لافت للنظر.

### طرق الثني
يمكن عمل الخيوط من اثنتين أو ثلاث أو أربع ثنايا، وربما أكثر، ويمكن أن تُستخدم كوحدات مفردة دون ثنيها. ويمكن أيضًا ثني الخيط ذي الثنيتين من كلا الطرفين الذين يوجد بهما حبل من الخيوط المفردة، وذلك باستخدام طريقة الأنديز في الثني، حيث يتم لف الخيط حول يدٍ واحدة بطريقة معينة تسمح بفك كلا الطرفين في الحال ودون تشابك. ويُعتبر اتباع طريقة نافاجو (Navajo) من وسائل إنتاج الخيط ذي الثلاث ثنايا، حيث يتم لف سلسلة واحدة من الخيط حول نفسها بطريقة تشبه الكروشيه، ويتم جدل السلاسل المتوازية التي تم جدلها مع بعضها البعض. يتم اتباع هذه الطريقة غالبًا للحفاظ على الألوان الموجودة على الخيط بشكلٍ متتابع. وعادةً ما تكون الخيوط المتصلة ذات أربع ثنايا يتم عملها بثني سلسلتين من الخيط ذي الثنيتين معًا بعكس اتجاه الخيط الأصغر ذي الثنيتين.

## الغزل اليدوي المعاصر

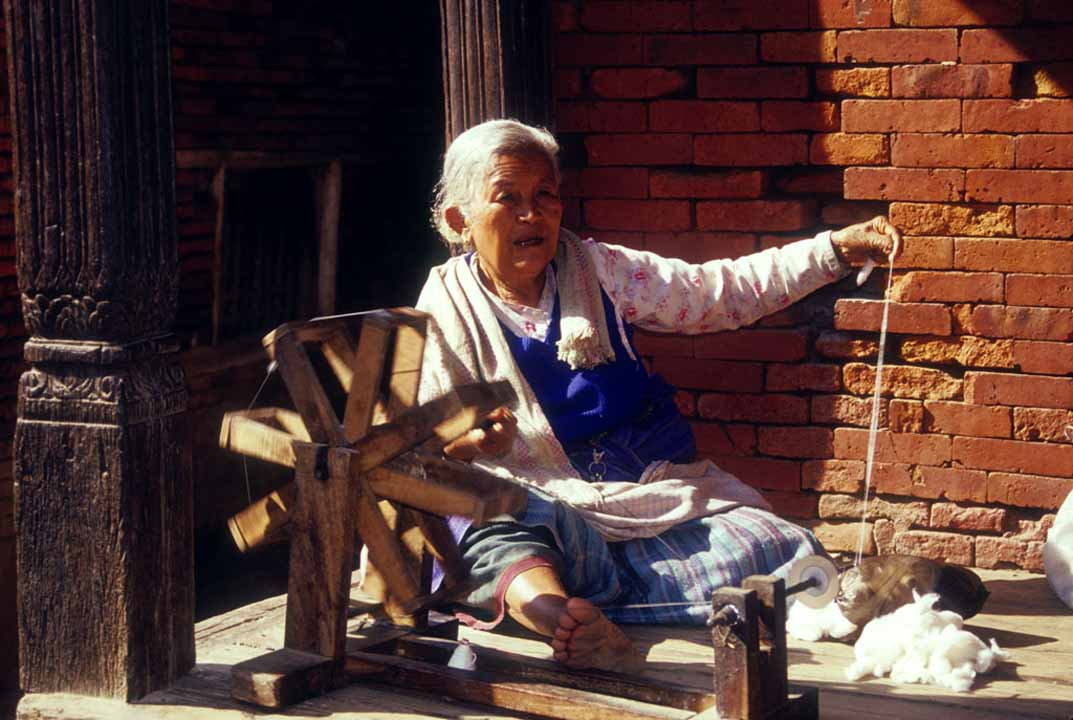
نموذج لدولاب غزلنيبالي أثناء تدويره

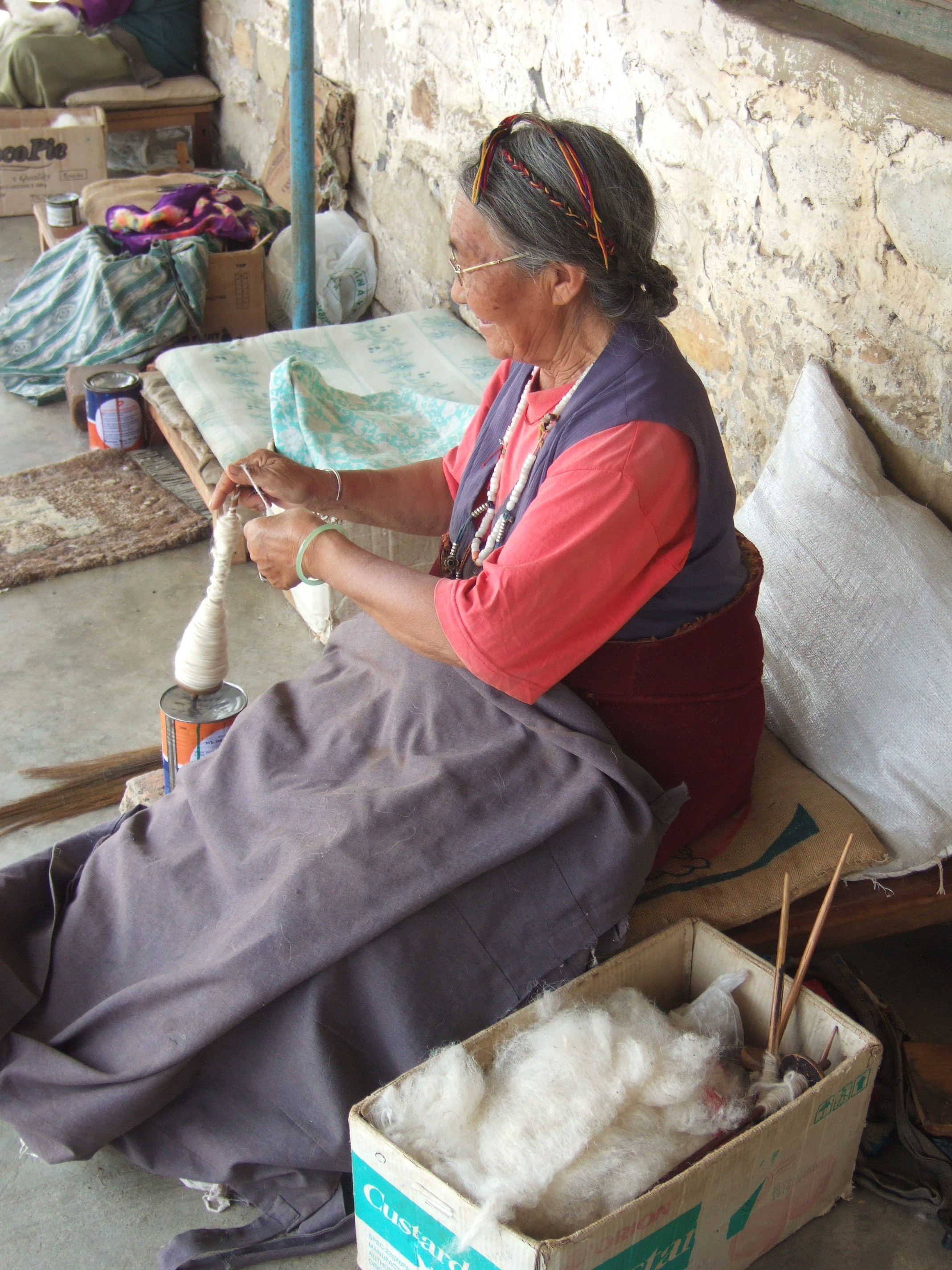
امرأة من التبت تغزل الصوف في بوكهارا/نيبال

لا يزال الغزل اليدوي مهارة هامة في كثير من المجتمعات التقليدية. ويقوم الهواة أو صغار الحرفيين من الغزّالين بغزل خيوطهم للتحكم في جودة هذه الخيوط، وإنتاج خيوط لا تتوفر تجاريًا بشكلٍ واسع. وتُتاح هذه الخيوط أحيانًا لغير الغزّالين على الإنترنت وفي متاجر الخيوط المحلية. كما يمكن أن يغزل الغزّالون اليدويون من أجل الشعور بالرضا عن الذات، أو تحقيق إنجاز، أو الشعور بالارتباط بالتاريخ والأرض. بالإضافة إلى ذلك، يمكن أن يقوموا بالغزل نظرًا لصفاته التأملية.
لقد انضم العديد من الغزّالين الجدد إلى هذه العملية القديمة خلال الماضي القريب، حيث قاموا بعمل ابتكارات في الحرفة وإيجاد تقنيات جديدة. وتُعتبر هذه الحرفة في تطور وتغير دائمين؛ بدءًا من استخدام طرق جديدة للصباغة قبل الغزل، مرورًا بمزج عناصر الحداثة التي لا توجد عادةً في الخيوط التقليدية، (مثل: زينة الكريسماس، والخرز الغريب، والنقود)، وانتهاءً بإيجاد وتوظيف تقنيات جديدة مثل اللف.
بجانب إضافة عناصر حديثة، يمكن أن ينوّع الغزّالين بين الأشياء المتشابهة، مثل: النسيج، والإعداد، واللون، وتقنية الغزل، واتجاه الجدل، وما إلى ذلك لعمل خيوط مختلفة، تمامًا مثل الخيوط المميكنة. يُعد الاعتقاد بأن الخيوط المغزولة من الرول (أداة لنسج الخيط) قد لا تكون قوية؛ من الأفكار الشائعة والخاطئة، حيث أن قوة الخيط تعتمد في الواقع على طول النسيج ودرجة الجدل. وقد يقوم الغزّال بدمج الخيوط الطويلة، مثل: المخير، عند التعامل مع اللاما أو الأنغورة (أرنب)، حتى يمنع تلف الخيوط. ويتم أيضًا جدل الخيوط ذات الأنسجة القصيرة أكثر من الخيوط ذات الأنسجة الطويلة، كما يتم غزلها باستخدام تقنية السحب القصير بشكلٍ عام.
يمكن صباغة الأنسجة في أي وقت، ولكن غالبًا ما يتم صبغها قبل التمشيط، أو بعد غزل الخيط.
يمكن غزل الصوف قبل أو بعد الغسيل، بالرغم من أن كمية اللانولين قد تؤدي إلى صعوبة الغزل، خاصةً مع استخدام خشبة المِغْزَل. وقد يؤدي الغسيل بغير إتقان إلى التلبد. حيث يؤدي غالبًا الغسيل قبل الغزل إلى عدم صلاحية نسيج الصوف للاستخدام. إن أهم ما يجب تجنبه عند غسل الصوف هو التهييج الشديد وتغيير الحرارة المفاجئ من ساخن إلى بارد. ويتم الغسيل بشكلٍ عام عقدةً وراء الأخرى في الماء الدافئ باستخدام صابون الأطباق.

### تعليم الغزل
هناك عددًا من النقابات والمؤسسات التعليمية التي تقدم برامج معتمدة في الغزل. تَمنح مؤسسة النساجين اليدويين بأمريكا (HGA)  شهادة الامتياز في الغزل. وتقدم مؤسسة أولدز (Olds College) في ألبرتا، كندا، برنامج الغزّال الماهر داخل الجامعة ومن خلال التعليم عن بعد. كما تمنح مؤسسة النساجين والغزّالين اليدويين بأونتاريو كلاً من شهادة الغزل، و شهادة الغزل العليا. تتناول تلك البرامج دراسة موضوعات الغزل بعمق، بالإضافة إلى المهام المتعددة وتقييم المهارات.

### التقنيات

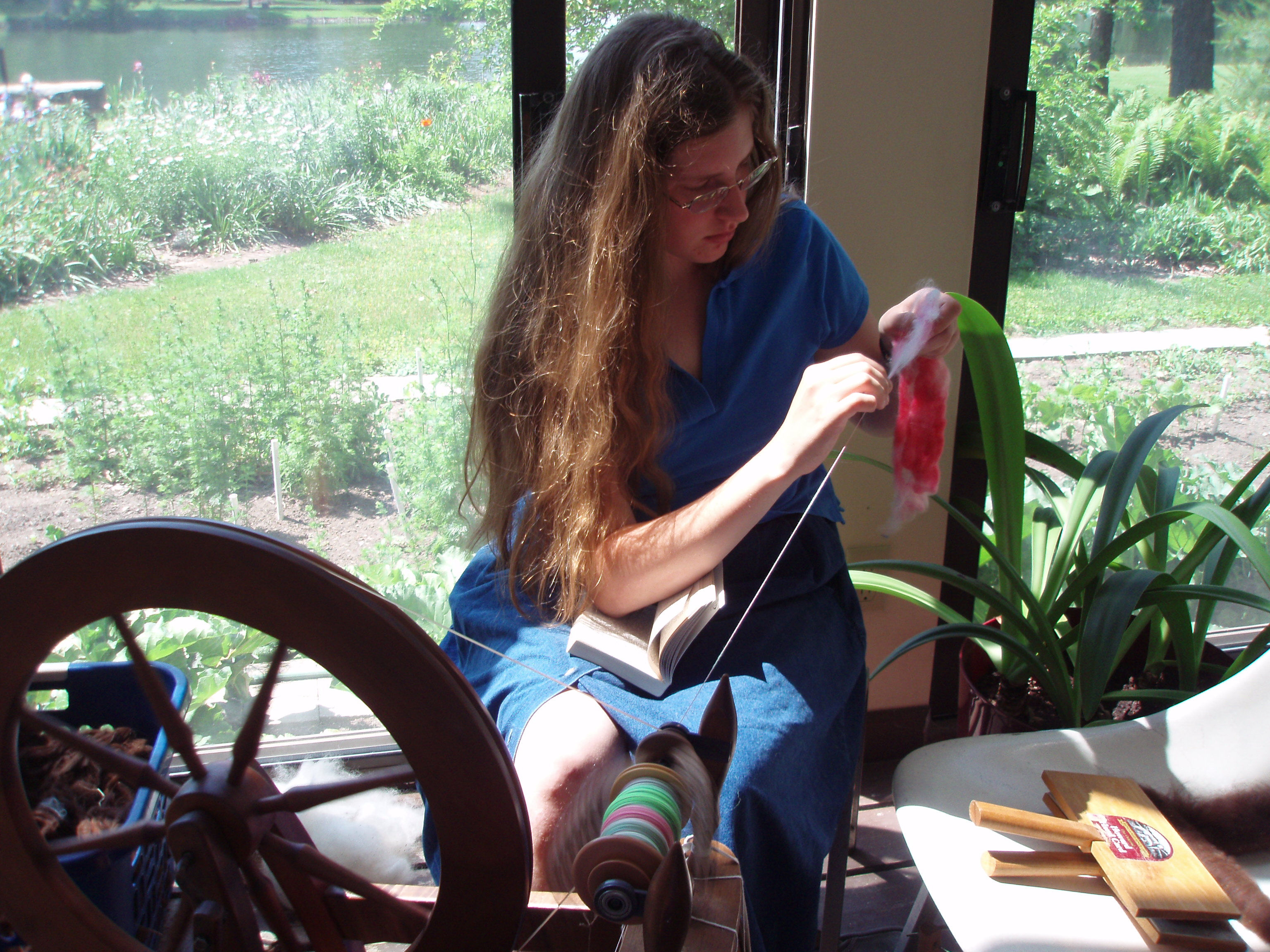
غزّالة يدوية تستخدم تقنية السحب القصير لغزل الصوف على عجلةٍ ساكسونية

يُسمى خيط الصوف المغزول بقوة والذي تم صنعه من أنسجة بها مسمار طويل بـworsted (نسيج من الغزل الصوفي). ويتم غزله يدويًا من الطرف الممشط، وتكون كل الأنسجة في نفس اتجاه الخيط. وعلى العكس، يتم غزل الخيط الصوفي من الرول (أداة لنسج الخيط)، أو نسيج ممشط مثل: (حزمة النسيج، وحشوة الصوف أو القطن)، حيث لا تكون الأنسجة مصفوفة في الخيط بدقة. وبالتالي، يجتذب الخيط الصوفي المزيد من الهواء، فيُنتج خيطًا أكثر نعومة وضخامة. هناك تقنيتان رئيسيتان لعمل الخيوط المختلفة فيُنتج: السحب القصير خيطًا من نوع worsted، أما السحب الطويل يُنتج خيوطًا صوفية. وسوف يقوم الغزّال غالبًا باستخدام كلتا التقنيتين، ومن ثم، يُنتج خيطًا شبه مغزول.
يُستخدم السحب القصير لعمل الخيوط المغزولة. يتم نسجه عن طريق الممشطة حزمة النسيج، الفضي أو الصوف المعالج. يجب أن يجعل الغزّال يديه متقاربتين جدًا. يتم حمل الأنسجة ونشرها في يدٍ واحدة، أما اليد الأخرى؛ فتمسك عددًا صغيرًا من الكمية، وتُترَك الجديلة بين اليد الثانية والعجلة. فلا يجب أن توجد أي جديلة أبدًا بين اليدين.
يتم عملالسحب الطويل من الممشط الرول. يتم نسج الرول دون مد الأنسجة بشدة من الترتيب الأسطواني. ويتم ذلك عن طريق عمل جديلة في الجزء القصير من الرول، ثم سحبها، دون تغيير مكان الرول في اليد، وهكذا حتى يصل الخيط إلى السُمك المطلوب. سوف تتركز الجديلة في الجزء الأكثر نحافة من حزمة النسيج، ومن ثَم، سوف تصبح الأجزاء السميكة أكثر نحافة عند سحب الخيط. وعند وصول الخيط إلى السمك المطلوب، تتم إضافة جدائل كافية لجعله أقوى. ثم يتم لف الخيط حول البكرة، وتبدأ العملية مرة أخرى.

### الغزل مع وجود المادة الدهنية
ينقسم الغزّالون اليدويون حول ما إذا كان من الأفضل غزل الصوف مع وجود المادة الدهنية (مع وجود اللانولين به)، أو بعد غسله. ويميل الكثير من الغزّالين التقليديين إلى الغزل مع وجود المادة الدهنية، حيث إن غسل الصوف بعد غزله يستهلك جهدًا أقل. قد يفضل الغزّالون الذين يغزلون خيطًا دقيقًا أن يقوموا بذلك مع وجود المادة الدهنية، لأنها تتيح لهم نسج خيوط أدق وبصورةٍ أسهل. إن القيام بالغزل مع وجود المادة الدهنية التي تغطي يدي الغزّال بـاللانولين، يساعد على تنعيم يديه.
ويتم الغزل مع وجود المادة الدهنية بصورةٍ أفضل إذا كان قد تم قص الصوف حديثًا. بعد عدة أشهر، يصبح اللانولين ملتصقًا، مما يؤدي إلى صعوبة غزل الصوف باتباع طريقة السحب القصير، واستحالة الغزل بطريقة السحب الطويل. وبشكلٍ عام، لا يقوم الغزّالون الذين يتبعون طريقة السحب الطويل بالغزل مع وجود المادة الدهنية.
يشتري أولئك الغزَّالون الألياف مغسولةً مسبقًا وممشطة، في صورة حزمة نسيج، أو حشوة الصوف. ذلك يعني بذل جهدًا أقل بالنسبة للغزّالين، حيث لا يحتاجون لإزالة اللانولين. وتتوافر لديهم أنسجة مصبوغة مسبقًا، أو مزيج من الأنسجة، والتي يصعُب عملها عندما يكون الصوف محتويًا على المادة الدهنية. بما أن ماكينات التمشيط لا يمكنها تمشيط الصوف مع احتوائه على المادة الدهنية، فلا يتم غزل الخيط الممشط مسبقًا مع وجود المادة الدهنية. يستخدم بعض الغزّالون بخاخًا على المنتجات التي تحتوي على اللانولين للحصول على نفس نتيجة الغزل مع وجود المادة الدهنية في النسيج الممشط.

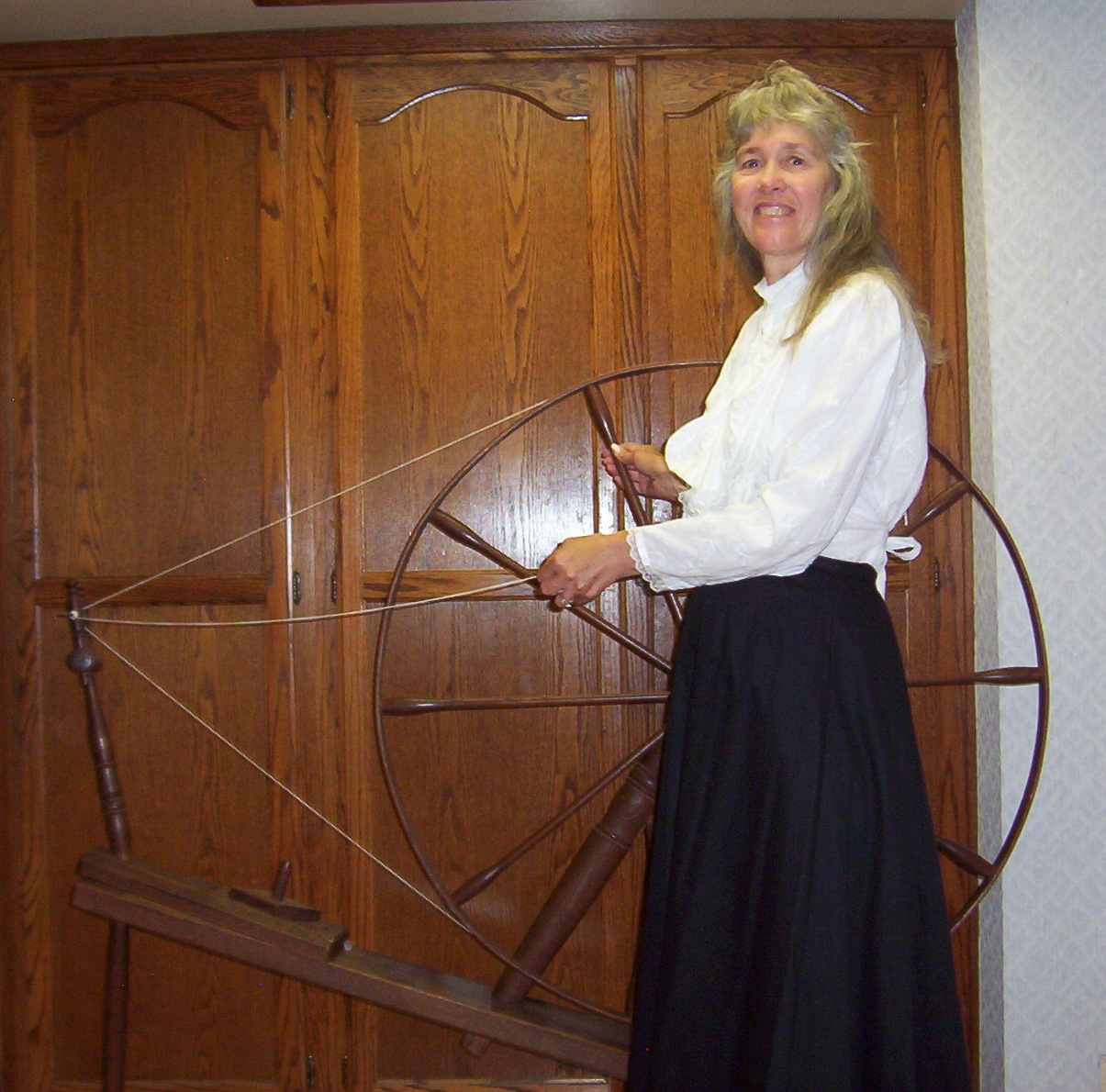
مزرعة نوت بيري (Knott's Berry) بها الغزَّالة تشارلين باركر تستخدم عجلة كبيرة

## وصلات خارجية

### عام
- مؤسسات الغزل – قائمة عالمية بمؤسسات الغزل
- متحف الخيوط – معرض يدعم الغزل اليدوي على الإنترنت.
- Yarn and Sewing Threads على مشروع الدليل المفتوح
- Chisholm, Hugh, ed. (1911). "Spinning" . Encyclopædia Britannica (بالإنجليزية) (11th ed.). Cambridge University Press.
- Gilman، D. C.؛ Thurston، H. T.؛ Colby، F. M.، المحررون (1905). "article name needed". New International Encyclopedia (ط. 1st). New York: Dodd, Mead. {{استشهاد بموسوعة}}: النص "Spinning" تم تجاهله (مساعدة) ويحتوي الاستشهاد على وسيط غير معروف وفارغs: |HIDE_PARAMETER21=، |HIDE_PARAMETER30=، |HIDE_PARAMETER26=، |HIDE_PARAMETER18=، |HIDE_PARAMETER17=، |HIDE_PARAMETER32=، |HIDE_PARAMETER22=، |HIDE_PARAMETER25=، |HIDE_PARAMETER33=، |HIDE_PARAMETER31=، |HIDE_PARAMETER20=، |HIDE_PARAMETER19=، |HIDE_PARAMETER24=، |HIDE_PARAMETER23=، |HIDE_PARAMETER29=، |HIDE_PARAMETER27=، و|HIDE_PARAMETER28= (مساعدة)

### مواقع إرشادية
- دليل كامل لصناعة الغزل – إرشادات بدايةً من الأنسجة وحتى عملية الغزل
- متعة الغزل اليدوي – فيديو إرشادي